# Pekingské LGBT Centrum
Pekingské LGBT centrum (čínsky 北京同志中心) je nezisková a nevládní organizace zaměřená na práva LGBT osob v Čínské lidové republice.  Spolupracuje s tchajwanskou gay horkou linkou, losangeleským gay centrem, švédským gay campem a dalšími organizacemi.

## Historie

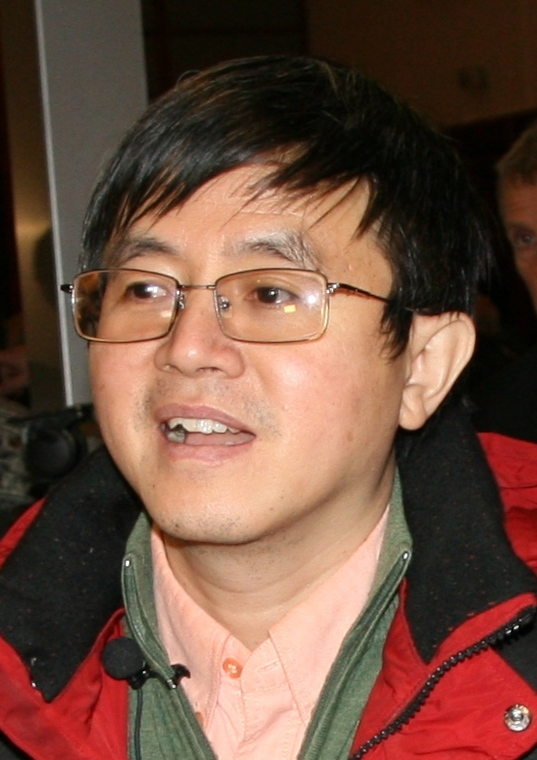
Wan Jen-chaj - spoluzakladatel Pekingského LGBT centra

Organizace byla založena roku 2008 aktivisty okolo Wan Jen-chaje jako první svého druhu v Čínské lidové republice.
V roce 2010 získalo Pekingské LGBT Centrum New York City Hall Honor Award. Ve stejném roce bylo zřízeno psychologické oddělení.
V roce 2014 centrum pomohlo homosexuálovi Yang Tengovi během případu proti klinice v Čchung-čchingu, která mu poskytla konverzní "léčbu" zahrnující terapii elektrošoky. Soudní proces také zahrnoval čínský vyhledávač Baidu kvůli propagaci této terapie. Případ byl úspěšný a klinika se byla nucena omluvit a také zaplatit kompenzaci ve výši 3 500 yuanů (536$). Také vedl k tomu, že vyhledávač Baidu začal odstraňovat výsledky při vyhledávání konverzní terapie. V roce 2015 se pro televizi Channel 4 John Shen a další členové centra vydali v přestrojení do jedné z nemocnic, kde zjistili, že elektrošokovou terapii stále provozují.
Ve spolupráci s Trans Center, Anhuiskou LGBT skupinou a Trans Youth Education Center spustili v srpnu 2018 první horkou linku pro transgender osoby.
Mezi další aktivistické počiny patřila událost, při které dobrovolníci se zavázanýma očima v tričku s nápisem „Jsem gay“ chodili s nataženýma rukama a žádali objetí od kolemjdoucích. Akce se konala na protest proti plánovanému zákazu gay obsahu na sociální síti Weibo. Spolupracovali také s fotografem Teo Butturinim za účelem vytvoření portrétů LGBT jednotlivců žijících v Číně.